# Generation Golf
Generation Golf ist der Titel eines 2000 erschienenen Buches von Florian Illies, das die aus seiner Sicht typischen Merkmale  der bundesdeutschen Jugend der 1980er Jahre skizziert. Nach dem Erscheinen des Buches wurde die Generation Golf, die zeitlich und hinsichtlich ihrer Charakterisierung nicht präzise gegenüber der Generation X abgegrenzt wird, in Deutschland zu einem Schlagwort, um eine bestimmte Gruppe und ihre Einstellungen zu beschreiben.

## Inhalt

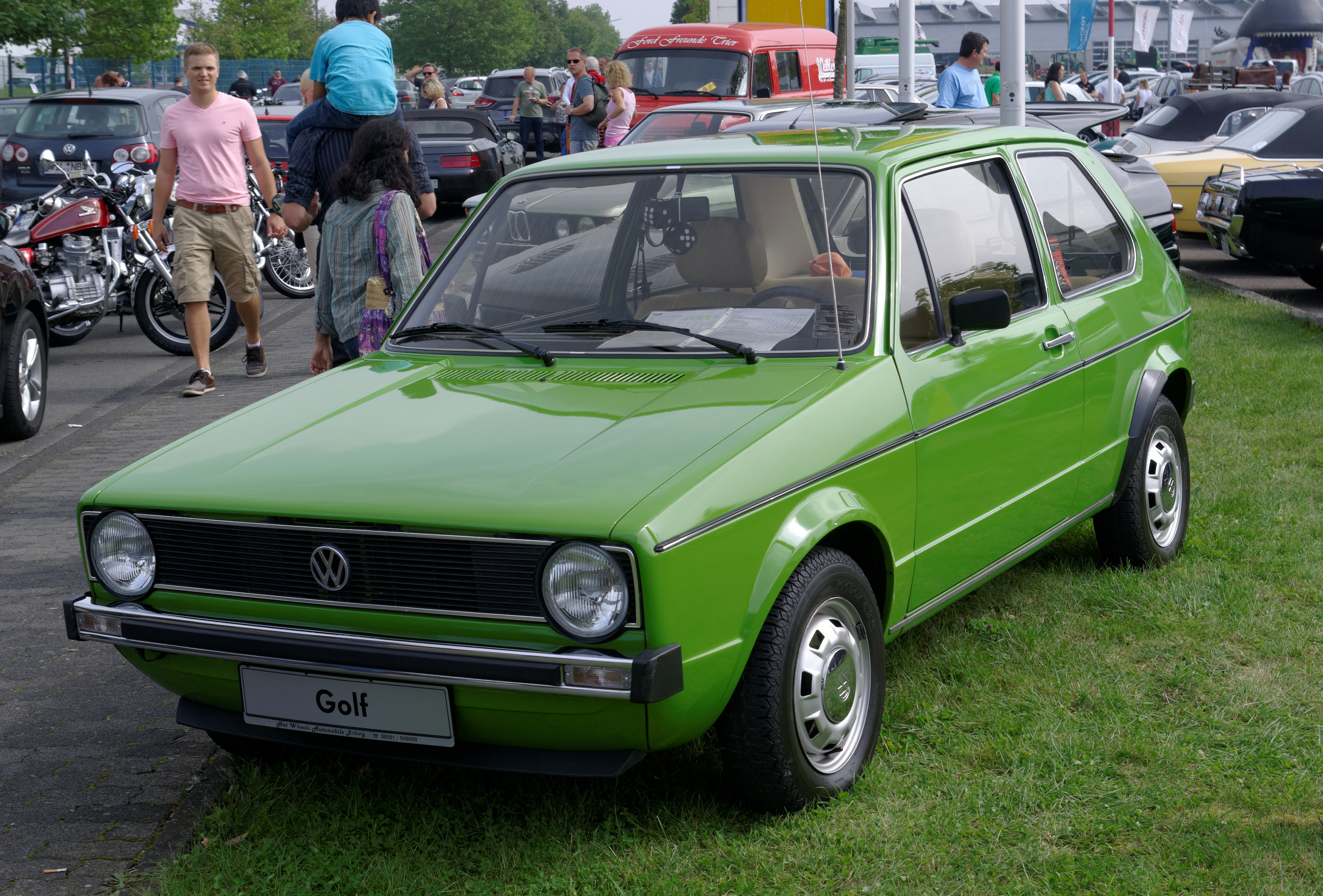
Ein VW Golf der ersten Generation (Golf I), gebaut 1974–1978

Illies entwirft in unterhaltsamem, feuilletonistischem Stil ein kritisches Bild seiner eigenen, zwischen 1965 und 1975 geborenen Generation. Mit Hilfe persönlicher Anekdoten und Erinnerungen setzt er sich mit seiner Jugendzeit in den 1980er Jahren auseinander. Er schreibt über Popkultur, Retro-Trends, Nostalgie und Infantilität und analysiert, wie aus den Teenagern der 1980er die Erwachsenen der 1990er werden. Er benennt die von ihm betrachtete Generation nach dem VW Golf, der als typisches Fahrzeug der Zeit die Generation prägte.
Illies’ Fazit: Im Gegensatz zur Generation X möchte die Generation Golf nicht mit den ökologischen Folgen des Wirtschaftsbooms kämpfen, sondern den Wohlstand, den ihre Elterngeneration erarbeitet hat, lediglich genießen. Sie verkörpere eine mehrheitlich unkritische, nur nach Konsum strebende „Ego-Gesellschaft“, agiere unpolitisch und sei die erste Generation, die Mode-Orientierung, Hedonismus und Markenbewusstsein zu einem Wert erhebe.
In den beiden folgenden Bänden Anleitung zum Unschuldigsein (2001) und Generation Golf zwei (2003) suchte Illies seine Thesen zu bestätigen.

## Rezeption
Illies’ Lehrerin Gudrun Pausewang war von dem Buch „entsetzt“, da der darin geschilderten Generation „das politische Bewusstsein“ fehlte, erzählte Florian Illies einmal.
Die ostdeutsche Autorin Jana Hensel veröffentlichte 2002 den Bestseller Zonenkinder. Sie schrieb das Buch nach eigenen Angaben, da sie die Erfahrungen der ostdeutschen Generation in Illies’ Buch nicht wiederfand.

## Ausgaben
- Florian Illies: Generation Golf. Eine Inspektion, Fischer Taschenbuch Verlag, Frankfurt am Main 2001, ISBN 3-596-15065-5.
- Florian Illies: Generation Golf zwei, Goldmann, München 2005, ISBN 3-442-45967-2.